# Štěpán Doubek (politik)
Štěpán Doubek (27. listopadu 1914 –1979 ) byl český a československý politik Komunistické strany Československa a poúnorový poslanec Národního shromáždění ČSR.

## Biografie
K roku 1954 se profesně uvádí jako předseda MNV v Benešově. Funkci zastával v letech 1952–1960.
Ve volbách roku 1954 byl zvolen do Národního shromáždění za KSČ ve volebním obvodu Praha-venkov. V parlamentu setrval do konce funkčního období, tedy do voleb roku 1960.